# 田家河乡
田家河乡，是中华人民共和国甘肃省定西市渭源县下辖的一个乡镇级行政单位。

## 行政区划
田家河乡下辖以下地区：
香卜路村、元古堆村、田家河村、新集村、西沟村、汤尕沟村、韦家河村和高石崖村。